# The Leftovers
The Leftovers is een Amerikaanse televisieserie die sinds 29 juni 2014 uitgezonden wordt op de televisiezender HBO. De serie is gebaseerd op de gelijknamige roman van Tom Perrotta. De serie kreeg een tweede seizoen van tien afleveringen die werden uitgezonden vanaf 4 oktober 2015. Vanaf 16 april 2017 werd het derde en laatste seizoen uitgezonden.

## Verhaal
The Leftovers vindt plaats drie jaar na een wereldwijde gebeurtenis waarbij vele mensen zijn verdwenen, bekend als het Plotse Vertrek. Dit zorgde ervoor dat 140 miljoen mensen verdwenen, 2% van de wereldbevolking. Het verhaal focust zich vooral op het gezin Garvey en hun kennissen in de fictieve stad Mapleton (New York). Kevin Garvey is het hoofd van de plaatselijke politie. Zijn vrouw Laurie sloot zich aan bij een sekte genaamd de Schuldige Overblijvers. Hun zoon Tom verliet het ouderlijk huis om te gaan studeren en hun dochter Jill is op een verkeerde manier op zoek naar aandacht.

## Rolverdeling
| Justin Theroux        | Kevin Garvey                     | Hoofdrol | Hoofdrol | Hoofdrol |        |
| Amy Brenneman         | Laurie Garvey                    | Hoofdrol | Hoofdrol | Hoofdrol |        |
| Christopher Eccleston | Matt Jamison                     | Hoofdrol | Hoofdrol | Hoofdrol |        |
| Liv Tyler             | Megan "Meg" Abbott               | Hoofdrol | Hoofdrol | Hoofdrol |        |
| Margaret Qualley      | Jill Garvey                      | Hoofdrol | Hoofdrol | Hoofdrol |        |
| Chris Zylka           | Tom Garvey                       | Hoofdrol | Hoofdrol | Hoofdrol |        |
| Carrie Coon           | Nora Durst                       | Hoofdrol | Hoofdrol | Hoofdrol |        |
| Janel Moloney         | Mary Jamison                     | Bijrol   | Hoofdrol | Hoofdrol |        |
| Scott Glenn           | Kevin Garvey Sr.                 | Bijrol   | Bijrol   | Hoofdrol |        |
| Ann Dowd              | Patti Levin                      | Hoofdrol | Hoofdrol | Gast     |        |
| Regina King           | Erika Murphy                     |          | Hoofdrol | Bijrol   | Bijrol |
| Kevin Carroll         | John Murphy                      |          | Hoofdrol | Hoofdrol |        |
| Jovan Adepo           | Michael Murphy                   |          | Hoofdrol | Hoofdrol |        |
| Jasmin Savoy Brown    | Evangeline "Evie" Murphy         |          | Bijrol   | Bijrol   |        |
| Emily Meade           | Aimee                            | Bijrol   |          |          |        |
| Amanda Warren         | Lucy Warburton                   | Bijrol   |          |          |        |
| Michael Gaston        | Dean                             | Bijrol   |          | Gast     |        |
| Max Carver            | Adam Frost                       | Bijrol   |          |          |        |
| Charlie Carver        | Scott Frost                      | Bijrol   |          |          |        |
| Annie Q.              | Christine                        | Bijrol   |          | Gast     |        |
| Paterson Joseph       | Henry "Holy Wayne" Gilchrest Jr. | Bijrol   |          |          |        |
| Marceline Hugot       | Gladys                           | Bijrol   |          |          |        |
| Wayne Duvall          | Rechercheur Louis Vitello        | Bijrol   |          |          |        |
| Sebastian Arcelus     | Doug Durst                       | Bijrol   |          |          |        |
| Steven Williams       | Virgil                           |          | Bijrol   |          |        |
| Darius McCrary        | Isaac Rayney                     |          | Bijrol   |          |        |
| Turk Pipkin           | Pillar Man                       |          | Bijrol   | Bijrol   |        |
| Lindsay Duncan        | Grace Playford                   |          |          | Bijrol   |        |
| Katja Herbers         | Dr. Eden                         |          |          | Bijrol   |        |

## Afleveringen

### Seizoen 1 (2014)
| Nr. | #  | Titel                      | Regisseur                           | Schrijver(s)                        | Datum uitzending |
| --- | -- | -------------------------- | ----------------------------------- | ----------------------------------- | ---------------- |
| 1 | 1  | Pilot                      | Peter Berg                          | Damon Lindelof & Tom Perrotta       | 29 juni 2014     |
| Op 14 oktober 2011 verdwijnt 2% van de wereldbevolking. Drie jaar later probeert politiechef Kevin Garvey om de orde te handhaven in Mapleton, een stadje in de staat New York. Hij is getuige wanneer een man genaamd Dean een hond doodschiet. Kevin's vrouw Laurie verliet hem om toe te treden tot de Schuldige Overblijvers, een sekte met ongekende motieven waarvan de leden zich volledig in het wit kleden en communiceren door middel van briefjes nadat ze een gelofte van stilte hebben afgelegd. Ook zijn zoon Tom liet hem achter om een volger te worden van Holy Wayne, een messias-achtig persoon. Zijn dochter Jill woont bij hem en gaat naar de middelbare school. De verbrokkeling van hun gezin zorgde er echter voor dat Jill wanhopig op zoek is naar een vorm van aandacht. Priester Matt Jamison maakt vele stedelingen boos door te weerleggen dat het Plotse Vertrek de Opname was. Lucy Warburton, de burgemeester van de stad, plant een parade om de slachtoffers van het Vertrek te eren, maar Kevin voorspelt dat de SO een protest zal organiseren. Tijdens de parade vertelt Nora Durst over haar man en twee kinderen die zijn verdwenen tijdens het Vertrek. Nadat de SO met hun protest zijn begonnen, kan Kevin niet voorkomen dat de inwoners hen met geweld aanvallen. Die avond gaat Kevin naar de huizen van de SO en smeekt Laurie om terug te komen, maar ze weigert met hem te praten. Megan Abbott, die al een tijd werd gestalkt door leden van de SO, vraagt of ze enkele dagen bij hen mag blijven. Kevin ontmoet Dean opnieuw en ze zijn getuige van een roedel honden die een hert doden, waardoor ze samen de roedel doodschieten. |    |                            |                                     |                                     |                  |
| 2 | 2  | Penguin One, Us Zero       | Peter Berg                          | Damon Lindelof & Kath Lingenfelter  | 6 juli 2014      |
| Het AFTEC valt de schuilplaats van Holy Wayne aan, omdat ze vermoeden dat Wayne een pedofiel is. Wayne beweert seks te hebben met Aziatische tienermeisjes om zo zijn vermogen te kunnen herladen om het leed van mensen weg te kunnen nemen door hen een knuffel te geven. Tom weet te ontsnappen met Christine, een van de meisjes die zwanger gemaakt is door Wayne. Wayne beseft dat het AFTEC hem uiteindelijk zal vinden en hij gelooft dat het kind dat Christine draagt zijn "gave" zal erven. Wayne gaat op de vlucht en zegt tegen Tom dat hij voor Christine moet zorgen. Kevin heeft een vreemde droom. Na een bezoek aan zijn geïnstitutionaliseerde vader Kevin sr., de voormalige politiechef van Mapleton, stelt hij zijn eigen geestelijke gezondheid in vraag. Jill en Aimee zien Nora in het koffiehuis, en merken dat ze een pistool in haar tas heeft. Ze zijn geamuseerd wanneer Nora opzettelijk haar koffie laat vallen om te voorkomen dat ze ervoor moet betalen, in de wetenschap dat de barista haar zal herkennen. Geïntrigeerd door haar pistool, brengen Jill en Aimee de rest van de dag door met het volgen van Nora, waarbij ze ontdekken dat ze de zus van Matt Jamison is. Meg leeft ondertussen al enkele weken bij de Schuldige Overblijvers en geraakt gefrustreerd door haar schijnbare gebrek aan vooruitgang in hun gelederen. |    |                            |                                     |                                     |                  |
| 3 | 3  | Two Boats and a Helicopter | Keith Gordon                        | Damon Lindelof & Jacqueline Hoyt    | 13 juli 2014     |
| Matt heeft te maken met een steeds dalend kerkbezoek. Hij wordt geconfronteerd met de inbeslagname van zijn kerk, en krijgt te horen dat de potentiële koper 135.000 dollar heeft geboden op de kerk. De bank geeft hem een ultimatum: als hij het bod kan verhogen voor de einddatum, mag hij de kerk houden. Matt keert terug naar huis om te zorgen voor zijn vrouw Mary, die comateus is sinds een auto-ongeluk tijdens het Vertrek. Hij krijgt een duidelijk teken van God. Hij herinnerent zich dat Kevin sr. geld heeft begraven in de tuin van de Garveys. Matt haalt het geld op, gaat naar een casino en zet het geld in op de roulette. Matt wint en verdient genoeg geld om zijn kerk terug te kopen. Bij zijn terugkeer in Mapleton ziet hij hoe enkele mensen stenen gooien naar de leden van de SO. Hij wordt zelf geraakt door een steen en geraakt bewusteloos. Wanneer hij ontwaakt in het ziekenhuis, haast hij zich naar de bank om daar te ontdekken dat hij de termijn met twee dagen heeft gemist. Het blijkt dat de SO zijn kerk hebben gekocht. |    |                            |                                     |                                     |                  |
| 4 | 4  | B.J. and the A.C.          | Lesli Linka Glatter & Carl Franklin | Damon Lindelof & Elizabeth Peterson | 20 juli 2014     |
| Het is bijna Kerstmis, wanneer het kindje Jezus wordt gestolen uit de kerststal van de stad. Burgemeester Warburton kondigt aan dat Kevin het kindje Jezus zal vinden, terwijl ze stiekem aan Kevin vraagt om gewoon een nieuwe pop te kopen en het er uit te laten zien alsof het een ouder exemplaar is. Kevin vermoedt dat Jill en Aimee het kindje hebben gestolen. Zijn vermoedens blijken te kloppen wanneer het kindje plots voor zijn deur ligt. Tot zijn verbazing heeft Matt het kindje al vervangen door een andere pop. Tom en Christine zijn al een aantal weken op de vlucht en hebben geen contact meer gehad met Wayne, tot frustratie van Tom. Nadat Christine is aangevallen door een man, brengt Tom haar naar een ziekenhuis. Ze worden gedwongen te vluchten wanneer het ziekenhuispersoneel aanneemt dat Tom haar heeft misbruikt en mishandeld, en de politie heeft gebeld. Kevin bezoekt de SO en zegt hen om de inwoners van Mapleton met rust te laten tijdens de kerstdagen. Hij zegt hen niet te kunnen beschermen wanneer ze de inwoners uitdagen. Tijdens het kerstfeest van de stad ontmoet Kevin Nora en ze ontdekken dat ze naar dezelfde middelbare school gingen. De SO breken in in de huizen van de inwoners en stelen de foto's van de mensen die zijn verdwenen tijdens het Vertrek. |    |                            |                                     |                                     |                  |
| 5 | 5  | Gladys                     | Mimi Leder                          | Damon Lindelof & Tom Perrotta       | 27 juli 2014     |
| Na de fotodiefstallen bereiken de frustraties rond de SO nieuwe hoogten. Gladys, een van de meest loyale leden van de SO, wordt brutaal gestenigd door een groepje onbekenden. Kevin zoekt de SO op, en herinnert hen er aan dat hij hen waarschuwde om de stad niet te provoceren. Patti Levin, de leidster van de SO, neemt Laurie mee naar een restaurant, geeft haar gewone kledij en zegt haar dat er normaal kan praten. Laurie trekt de kledij aan maar weigert te spreken, in de overtuiging dat Patti haar trouwheid test. Later dient Laurie de echtscheidingspapieren in, en krijgt een aansteker cadeau van Jill. Kevin probeert het moordonderzoek in te leiden, maar ondervindt dat niemand van het politiebureau is geïnteresseerd omdat Gladys bij de SO zat. Tot woede van Kevin stuurt een van zijn ondergeschikten het lichaam van Gladys naar het AFTEC voor onderzoek, waardoor Kevin's eigen onderzoek wordt beëindigd. Kevin probeert om het lichaam terug te halen en ontdekt daarbij dat het AFTEC heeft aangeboden om de SO in Mapleton van de kaart te vegen, zoals het met vergelijkbare sektes in het hele land heeft gedaan. Kevin weigert het aanbod. Gladys haar lichaam wordt gecremeerd zonder enig onderzoek. |    |                            |                                     |                                     |                  |
| 6 | 6  | Guest                      | Carl Franklin                       | Damon Lindelof & Kath Lingenfelter  | 3 augustus 2014  |
| Nora ontdekt dat haar verdwenen echtgenoot een affaire had en besluit om haar te laten scheiden. In het gerechtsgebouw ontmoet ze Kevin, die ook aanwezig is voor zijn echtscheiding. Nora werkt voor het Departement Plotse Vertrek als fraude-onderzoeker. Ze woont een Vertrek-gerelateerde conferentie bij in New York. Ze ontdekt dat haar pasje is gestolen door een vrouw die haar beweert te zijn. Nora dwaalt rond in het hotel, en komt terecht op een exotisch feestje, waar ze kust met de replica van een Vertrokkene. Ze ontmoet Patrick Johansen, een man die zeven leden van zijn familie verloor en een bestseller schreef waarin hij uitlegt hoe hij verderging met zijn leven. Nora beschuldigt hem van fraude. Ze beweert dat iemand die werkelijk zijn gehele familie heeft verloren, beseft dat doorgaan onmogelijk is. Een medewerker van Wayne, die zich schuilhoudt in New York, hoort hun gesprek en nodigt Nora uit om Wayne te ontmoeten. Wayne legt haar haar obsessie voor pijn uit en knuffelt haar dan, waarbij hij haar schijnbaar zuivert van haar angsten. Wanneer Nora thuiskomt, komt Kevin bij haar thuis aan en vraagt haar mee uit, waar ze maar al te graag op ingaat. |    |                            |                                     |                                     |                  |
| 7 | 7  | Solace for Tired Feet      | Mimi Leder                          | Damon Lindelof & Jacqueline Hoyt    | 10 augustus 2014 |
| Jill wordt door Aimee en de tweeling opgesloten in een ijskast, naar aanleiding van een weddenschap om de nalatenschap van een Vertrokkene te eren. Jill panikeert wanneer haar vrienden de ijskast niet meer open krijgen totdat tot ieders verrassing Kevin sr. arriveert en haar bevrijdt. Kevin sr. is blijkbaar ontsnapt uit het psychiatrisch instituut en vraagt aan Jill om niets te vertellen aan Kevin, voor hij verder het bos in rent. Kevin en Nora's afspraakje wordt verstoord door Meg en een ander lid van de SO. Wayne neemt contact op met Tom en geeft hem de opdracht om geld aan de onderkant van een postbus te lijmen. Tom volgt de instructies op en houdt de postbus in de gaten. Hij achtervolgt de man die het geld komt ophalen. Tom ontdekt dat de man ook een volger is van Wayne, en ook voor een zwanger Aziatisch meisje zorgt. Hierdoor trekt hij zijn trouw aan Wayne steeds verder in twijfel. Wanneer hij terugkeert naar Christine, ontdekt hij dat de baby is geboren. Kevin weet zijn vader op te sporen, die sinds het Vertrek stemmen blijkt te horen. Kevin sr. blijft volhouden dat Kevin een editie van National Geographic uit 1972 moet lezen. Kevin en Nora brengen samen de nacht door. |    |                            |                                     |                                     |                  |
| 8 | 8  | Cairo                      | Michelle MacLaren                   | Curtis Gwinn & Carlito Rodriguez    | 17 augustus 2014 |
| De SO nemen een groot aantal replica's van Vertrokkenen in ontvangst en kleden ze aan op verzoek van Patti, die een belangrijk protest heeft gepland op Memorial Day. Kevin nodigt Nora uit voor een etentje met Jill en Aimee, wat leidt tot een ongemakkelijke situatie wanneer Jill Nora confronteert met haar pistool. Nora beweert het te hebben weggedaan. Die nacht valt Kevin in slaap en wordt hij uren later wakker in zijn auto zonder zich te herinneren hoe hij daar is geraakt. Tot zijn afgrijzen ontdekt hij dat hij zich in een bos bevindt vlak bij Cairo, een gehucht van New York, en dat hij en Dean Patti hebben ontvoerd en geslagen. Nadat Kevin Patti probeert te bevrijden, vertrekt Dean die zegt dat Kevin is veranderd. Dit impliceert dat ze elkaar al veel vaker hebben ontmoet, wat Kevin zich niet kan herinneren. Patti spreekt openhartig over de SO en hun motieven tegen Kevin, en probeert hem te overhalen om haar te vermoorden. Wanneer hij weigert en besluit om haar vrij te laten en de gevolgen onder ogen te zien, pleegt ze zelfmoord. Ondertussen leidt Laurie de SO tijdens de afwezigheid van Patti. Jill en Aimee krijgen ruzie omdat Jill niet wil geloven dat Nora het pistool heeft weggedaan. Aimee besluit het huis van de Garveys te verlaten, en Jill sluit zich aan bij de SO. |    |                            |                                     |                                     |                  |
| 9 | 9  | The Garveys at Their Best  | Daniel Sackheim                     | Kath Lingenfelter & Damon Lindelof  | 24 augustus 2014 |
| In een flashback worden de ervaringen van de bewoners van Mapleton weergegeven vlak voor het Plotse Vertrek. Een verrassingsfeestje wordt georganiseerd voor Kevins vader, die op dat moment nog politiechef is. Laurie blijkt een psychiater te zijn, en Patti is een patiënt van haar. Patti zegt dat ze een nakend apocalyptisch gebeuren waarneemt. Tom, die de stiefzoon van Kevin blijkt te zijn, heeft een gewelddadige confrontatie met zijn biologische vader waarop Kevin de man aanvalt. Kevin ziet een reeks vreemde gebeurtenissen in de stad, waaronder een exploderend mangatdeksel en een ronddwalend hert dat ravage aanricht. Jill, die veel gelukkiger en socialer is dan in het heden, bereidt zich voor op een wetenschapsbeurs. Nora brengt tijd door met haar gezin en solliciteert voor een job als assistent van een kandidaat-burgemeester. Kevin achtervolgt het hert en jaagt het naar een huis waar het vlucht en wordt aangereden door een auto. De bestuurder van de auto is een aantrekkelijke vrouw die Kevin uitnodigt in haar hotelkamer. Tijdens het Plotse Vertrek heeft Kevin seks met de vrouw wanneer ze plots verdwijnt. Nora snauwt naar haar gezin vlak voordat ze verdwijnen. Jill en Tom vormen een circuit op de wetenschapsbeurs wanneer een kind uit de cirkel verdwijnt. Laurie ondergaat een echografie en is getuige van de verdwijning van de foetus. |    |                            |                                     |                                     |                  |
| 10 | 10 | The Prodigal Son Returns   | Mimi Leder                          | Damon Lindelof & Tom Perrotta       | 7 september 2014 |
| Matt helpt Kevin het lichaam van Patti te begraven. De SO plaatsen levensechte poppen van de Vertrokkenen op de plaatsen waar ze verdwenen zijn, wat rellen veroorzaakt. Laurie is bezorgd dat hun laatste protestactie de inwoners boos zal maken en vraagt Jill om naar huis te gaan. Tom is geschokt wanneer Christine hem laat zitten met de baby. Onderweg naar Mapleton gaan Kevin en Matt eten in een wegrestaurant, waar Kevin in tranen toegeeft dat hij zijn gezin wil laten herenigen. In de toiletten ontmoet Kevin de dodelijk gewonde Wayne, die sterft nadat hij Kevin een mysterieuze wens heeft verleend. Later hallucineert Kevin over een gesprek met Patti. Wanneer ze aankomen in Mapleton, waar ze ontdekken dat er rellen zijn uitgebroken door de acties van de SO, wiens huizen in brand zijn gestoken. Ze vinden een in elkaar geslagen Meg die weigert iets te zeggen. Ze schrijft enkel op dat ze ervoor gezorgd hebben dat iedereen het zich herinnert. Laurie wordt uit het huis gered en zegt tegen Kevin dat Jill nog steeds binnen is. Kevin weet Jill te redden. Tom komt terug in Mapleton met de baby en vindt Laurie. Nora is van mening dat het voor haar het beste is om de stad te verlaten. Ze schrijft een afscheidsbrief voor Kevin, maar wanneer ze die aan Kevins deur wil leggen vindt ze de baby. Laurie en Tom verlaten samen de stad, terwijl Kevin en Jill bij hen thuis aankomen waar ze Nora aantreffen met de baby in haar armen. |    |                            |                                     |                                     |                  |

### Seizoen 2 (2015)
| Nr. | #  | Titel                     | Regisseur      | Schrijver(s)                         | Datum uitzending |
| --- | -- | ------------------------- | -------------- | ------------------------------------ | ---------------- |
| 11 | 1  | Axis Mundi                | Mimi Leder     | Damon Lindelof & Jacqueline Hoyt     | 4 oktober 2015   |
| In een proloog wordt getoond hoe een holbewoonster bevalt van haar kind nadat een aardbeving de grot waarin ze verbleef deed instorten. Ze wordt gebeten door een slang waarvan ze haar baby redde. Ze sterft door de infectie, en een andere vrouw neemt haar baby mee. In het heden bevindt het meer waar de holbewoonster woonde zich af in Jarden (Texas), dat ook bekendstaat als Miracle aangezien er geen verdwijningen plaatsvonden tijdens het Vertrek. Evie Murphy en haar vriendinnen zwemmen in het meer, terwijl een professor stalen neemt. Evie vult een fles met water van het meer hoewel dit verboden is, en ze drinkt ook van het water. Haar broer Michael vult thuis proefbuisjes met het water. Haar moeder Erika zegt haar om op tijd haar medicijnen in te nemen. Op het dorpsplein zet Michael zijn marktkraampje op om de proefbuisjes met water te verkopen als souvenir. Hun vader John zoekt Isaac, een oude vriend van hem die handlezer is op en vraagt hem zijn hand te lezen. Isaac zegt John dat hem iets ergs zal overkomen. John zegt hem een bedrieger te zijn en gaat 's nachts met enkele andere vrijwillige brandweermannen naar het huis van Isaac en steekt het in brand. De volgende dag gaat de familie Murphy naar de kerk waar Matt Jamison wordt voorgesteld. Later die avond zoekt Michael een man op die in een woonwagen leeft, en stelt hem voor samen te bidden. De volgende morgen komen Kevin, Nora, Jill en de baby Lily aan in Jarden en trekken in het huis naast de Murphy's in. John nodigt hen uit voor zijn verjaardag, waar hij verklaart in de gevangenis te hebben gezeten voor moordpoging. Wanneer Evie de taart brengt, verstijft ze en laat ze de taart vallen. Erika zegt dat ze epilepsie heeft en haar medicijnen vergat. Later geeft Evie John zijn cadeau en gaat uit met enkele vriendinnen. In het midden van de nacht vindt er een aardbeving plaats, Evie blijkt nog niet thuis te zijn. John en Michael rijden naar het meer, waar ze de auto van de meisjes vinden met Evies gsm erin. Het water van het meer blijkt volledig weggelopen te zijn. |    |                           |                |                                      |                  |
| 12 | 2  | A Matter of Geography     | Mimi Leder     | Damon Lindelof & Tom Perrotta        | 11 oktober 2015  |
| In Mapleton heeft Kevin het moeilijk na de dood van Patti. Hij keert terug naar haar begraafplaats in het bos en graaft haar lijk op. Hij laat zich onderweg tegenhouden door de politie en wordt opgepakt voor ondervraging. Hij wordt vlug vrijgelaten nadat hij heeft verklaard dat het zelfmoord was. Jill ontmoet Tom in een wegrestaurant en probeert hem te overtuigen terug bij het gezin te komen, wat Tom weigert. Na een gesprek met zijn vader die uit de instelling ontslagen is, vraagt Kevin aan Nora en Jill of ze misschien willen verhuizen. Nora verkoopt haar huis voor het viervoudige van de vraagprijs aan het MIT die interesse hebben in het Vertrek. Ze gebruikt het geld om een huis te kopen tijdens een publieke veiling in Jarden. Kort na hun aankomst krijgt Kevin visioenen over Patti. 's Nachts wordt hij wakker in het leeggelopen meer met een stuk beton dat aan zijn been gebonden is. Hij verstopt zich voor John en Michael die op zoek zijn naar Evie en de andere meisjes. |    |                           |                |                                      |                  |
| 13 | 3  | Off Ramp                  | Carl Franklin  | Damon Lindelof & Patrick Sommerville | 18 oktober 2015  |
| Laurie heeft de Schuldige Overblijvers verlaten en is een hulpgroep gestart voor ex-leden. Tom gaat undercover in verschillende huizen van de SO om zo ongelukkige leden een uitweg te bieden. Zo brengt hij Susan naar de hulpgroep. Laurie staat achter met de huur en krijgt problemen met de huisbaas. Ze schrijft ook een boek over haar ervaringen tijdens haar periode bij de SO. Laurie brengt Susan na een tijd terug naar haar gezin. Later brengt ze Tom naar zijn afspraak met Jill en geeft hem een brief voor haar. Terug bij haar woning staan al haar spullen en de ex-leden op straat. Haar laptop blijkt verdwenen te zijn. De huisbaas ontkent dat hij de laptop heeft. 's Nachts breekt ze bij de huisbaas in en neemt haar laptop terug uit de handen van diens zoon en vlucht uit het huis. Onderweg overrijdt ze twee leden van de SO die niet opzij wilden gaan. In een huis van de SO wil Tom iemand meenemen, maar ze blaast op haar fluitje waardoor hij wordt meegenomen in een bestelwagen. Op een verlaten plek stopt de bestelwagen en arriveert Meg, die Toms broek uitdoet en zich seksueel aan hem vergrijpt. Achteraf wordt Tom op de grond gegooid en overgoten met benzine. Meg dreigt hem in brand te steken maar zegt hem dat hij Laurie de groeten moet doen. Ondertussen pleegt Susan zelfmoord met haar gezin door te spookrijden. Laurie krijgt het nieuws wanneer ze een afspraak heeft met een uitgever voor haar boek. Ze geraakt gefrustreerd wanneer de uitgever de gebeurtenissen bij de SO overdreven wil sensationaliseren en valt hem aan. Tom betaalt haar borg uit de gevangenis en zegt haar dat ze de ex-leden iets moeten geven om te kunnen slagen in hun oude leven. Hij vertelt de ex-leden over Holy Wayne en zegt hen dat Wayne zijn gave heeft overgedragen aan hem. |    |                           |                |                                      |                  |
| 14 | 4  | Orange Sticker            | Tom Shankland  | Damon Lindelof & Tom Spezialy        | 25 oktober 2015  |
| Nora wordt wakker tijdens de aardbeving en merkt dat Kevin verdwenen is. Ze vreest het ergste en slaat in paniek, tot Kevin thuiskomt. Hij vertelt dat hij wakker werd op de bodem van het leeggelopen meer, maar zegt niets over het betonblok aan zijn been. Ze besluiten niemand iets te vertellen zodat Kevin niet verdacht zou worden van de verdwijning van de meisjes. Kevin sluit zich aan bij de zoektocht naar de meisjes, waarbij hij op zoek kan gaan naar zijn gsm die hij heeft verloren. Nadat hij zijn gsm heeft gevonden, ontmoet hij John, die hem een lift aanbiedt. John rijdt echter naar het motel waar Isaac verblijft, de man die John vertelde dat hem iets ergs zou overkomen. John valt Isaac aan met een baseballbat, maar wordt geraakt door Isaac die uit zelfverdediging op hem schiet. Kevin en John rijden naar de kliniek waar Erika werkt. Tijdens een visioen zegt Patti tegen Kevin dat hij zelfmoord wou plegen en dat er daardoor een betonblok aan zijn been hing. Nora bezoekt Matt om te vragen of Jarden werkelijk een magische plek is. Matt zegt dat zijn vrouw Mary even is bijgekomen tijdens hun eerste nacht, maar de ochtend daarop weer in haar vegetatieve toestand herviel. De volgende nacht doet Nora haarzelf en Kevin handboeien om om te voorkomen dat hij weer zou slaapwandelen. |    |                           |                |                                      |                  |
| 15 | 5  | No Room at the Inn        | Nicole Kassell | Damon Lindelof & Jacqueline Hoyt     | 1 november 2015  |
| Matt spendeert al zijn tijd aan de verzorging van zijn vrouw Mary. Hij filmt Mary en zichzelf iedere nacht, op zoek naar een teken dat Mary weer bij zou komen. Omdat resultaten uitblijven, gaat hij met Mary naar Austin om scans te laten nemen van haar hersenactiviteit. Daar verneemt hij dat Mary zwanger is, ze hebben gevreeën tijdens de uren dat Mary weer wakker was. Haar zwangerschap doet echter verkrachting vermoeden bij de omgeving. Op de weg terug houdt Matt halt bij een vader en zoon met autopech. De vader slaat Matt neer en breekt zijn duim, en steelt hun polsbandjes om zo Jarden binnen te geraken. Matt en Mary gaan te voet terug, en hopen Jarden weer binnen te raken met de hulp van John. John eist echter van Matt dat hij toegeeft Mary verkracht te hebben. Dit leidt tot een confrontatie waardoor John weer vertrekt. Matt probeert een alternatieve manier te vinden om Jarden binnen te raken in het kamp voor de stadsgrens. Daar vindt hij onder andere een man die vastzit in een schandblok en enkel bevrijd kan worden als iemand zijn plek inneemt. Een vrouw wil dat Matt haar zoon slaat met een houten peddel waarbij hij "Brian" moet roepen. Hierdoor krijgt Matt het geld dat hij nodig heeft om zichzelf en Mary in Jarden binnen te smokkelen via het riool. De poging mislukt, en Nora en Kevin smokkelen Matt en Mary in hun autokoffer de stad weer binnen. Terug in de stad komen ze bij een ongeval aan waarvan de bestuurder is overleden. Het blijkt de man te zijn die de polsbandjes heeft gestolen. Matt geeft Mary haar polsbandje terug en vraagt aan Nora tijdelijk voor haar te zorgen. Matt neemt de man zijn zoontje, die het polsbandje mag houden, mee naar John. Daarna gaat Matt terug naar het kamp en neemt de man in het schandblok zijn plaats in. |    |                           |                |                                      |                  |
| 16 | 6  | Lens                      | Craig Zobel    | Damon Lindelof & Tom Perrotta        | 8 november 2015  |
| Een wetenschapper komt aan in Jarden op zoek naar antwoorden in verband met de verdwijningen van het Plotse Vertrek, vooral in betrekking met Nora en haar nabijheid tot de onlangs verdwenen meisjes, waarop Nora niet goed reageert. Nadat ze de man heeft weggestuurd krijgt ze telefoon van een van diens collega's, die beweert dat ze antwoorden heeft over de zogenaamde "Lenzen". Een Lens is iemand die door het DSD geclassificeerd is als een risico voor hun naasten in verband met de verdwijningen. Nora is verbijsterd als blijkt dat hun theorieën gebaseerd zijn op mystieke en religieuze overtuigingen. Tijdens een fundraiser voor de verdwenen meisjes geeft een boze Erika de aanwezigen haar mening over het geloof dat in Jarden heerst. Later vertellen Nora en Erika elkaar over hun verliezen, waarbij het tot een woordenwisseling komt. Kevin vertelt Nora over zijn visioenen over Patti. |    |                           |                |                                      |                  |
| 17 | 7  | A Most Powerful Adversary | Mimi Leder     | Damon Lindelof & Patrick Sommerville | 15 november 2015 |
| De dag nadien wordt Kevin vastgeketend aan het bed wakker en merkt dat Nora verdwenen is. Patti vertelt hem dat ze vertrok met de baby. Jill toont onbegrip voor het gedrag van haar vader, aangezien de geschiedenis zich lijkt te herhalen. Michael vertelt Kevin dat zijn grootvader Virgil, die Kevin eerder ontmoette tijdens het slaapwandelen, een manier weet om zich te ontdoen van Patti. Virgil vertelt hem dat hij met Patti moet strijden en haar moet ontmoeten in de dood. Dit schrikt Kevin af en hij vertrekt. Dan krijgt hij telefoon van de stadsgrensbewakers die hem zeggen dat Laurie hem wil spreken. Het blijkt dat ze op zoek is naar Tom en denkt dat hij bij Kevin is. Kevin zegt haar te vertrekken. Na een woordenwisseling met Jill gaat Kevin naar Lauries motel en vertelt haar over zijn toestand. Laurie zegt hem dat hij net zoals zijn vader een psychose heeft. Hij vraagt haar om hem te helpen genezen, waarop ze samen terug naar Jarden gaan. Daar aangekomen krijgt Kevin telefoon van Nora. Hij vertelt haar dat hij een manier kent om zijn probleem op te lossen, maar dat ze moet geloven als hij zegt dat hij genezen is. Nora zegt ja, waarop Kevin wegrijdt met de wagen, terug naar Virgil. Virgil geeft hem een gifmengsel, en zegt hem terug te brengen met een spuit adrenaline. Een wanhopige Patti verschijnt en zegt Kevin het gif niet op te drinken. Kevin drinkt het gif op en valt op de grond wanneer zijn hart stopt. Virgil spuit de adrenalinespuit leeg op de grond en schiet zichzelf door de mond. Michael komt binnen en sleept Kevin weg. |    |                           |                |                                      |                  |
| 18 | 8  | International Assassin    | Craig Zobel    | Damon Lindelof & Nick Cuse           | 22 november 2015 |
| Kevin wordt ondergedompeld in de wereld van de ondoden. Hij zit in een hotel vol met mensen die vast zitten tussen leven en dood. In deze wereld is Kevin een internationale huurmoordenaar die belast wordt met de opdracht om presidentskandidate Patti Levin te doden. Virgil is de conciërge van het hotel. Hij leidt Kevin door het doolhof van wat nog realiteit is en wat niet, tot hij van het water drinkt en zich onbewust wordt van wie Kevin is. Kevin redt een klein meisje dat dreigde te verdrinken in het zwembad en ontdekt dat ook Mary in het hotel verblijft. Hij wordt gemarteld door het beveiligingsteam van Patti om zijn bedoelingen en identiteit te achterhalen. Na de ondervraging wordt hij toegelaten tot een gesprek met Patti. Op het moment dat hij haar wil doden beweert de vrouw dat ze slechts een dubbelgangster is die betaald werd door Patti. Kevin schiet haar toch neer, maar de vrouw bleek niet gelogen te hebben. Hij komt tot de ontdekking dat het kleine meisje bij het zwembad de echte Patti is. Na instructies te hebben ontvangen van zijn vader, brengt Kevin de kleine Patti naar een oude waterput bij Jarden en duwt haar met tegenzin in de put. De oude versie van Patti roept om hulp vanuit de put. Kevin daalt af in de put en komt ten val. Patti uit haar verdriet, waarna Kevin haar verdrinkt. Hij staat letterlijk op vanuit het graf in de bossen rond Jarden, waar Michael op hem wacht. |    |                           |                |                                      |                  |
| 19 | 9  | Ten Thirteen              | Keith Gordon   | Damon Lindelof & Monica Beletsky     | 29 november 2015 |
| In flashbacks wordt getoond hoe Megs moeder stierf de dag voor het Plotse Vertrek, wat een keten van emotionele gevolgen veroorzaakten die leidden tot Megs huidige gemoedstoestand. Meg en haar verloofde reisden naar Jarden op zoek naar antwoorden en kwamen terecht bij Isaac. Meg was niet tevreden met de antwoorden die ze kreeg. In het centrum ontmoette ze Evie. Tom wordt zijn zogezegde heiligenstatus beu en zoekt hulp van Meg tijdens een dieptepunt. In het heden zijn Meg en Tom op weg naar Jarden. Meg is op een zelfverklaarde missie die het leven zal veranderen. Nadat ze beveelt een man te stenigen die in de buurt van de SO-schuilplaats rondzwierf, bezoekt ze het kamp net buiten Jarden en ontmoet Matt. Matt is wantrouwig tegenover haar bedoelingen. Meg zegt dat hij en zijn mensen wachtten op haar komst. Nieuwsgierig naar de reden waarom de man gestenigd moest worden, onderzoekt Tom de schuur waarbij de man werd ontdekt. Daar vindt hij Evie en haar twee vriendinnen, die zich verschansen in een van luchtstroom voorziene caravan. |    |                           |                |                                      |                  |
| 20 | 10 | I Live Here Now           | Mimi Leder     | Damon Lindelof & Tom Perrotta        | 6 december 2015  |
| Kevin keert terug uit de dood en gaat met Michael opnieuw naar huis, waar een woedende John hem opwacht nadat de handafdruk op de wagen van de meisjes werd geïdentificeerd als de zijne. Kevin vertelt dat Evie haar verdwijning geënsceneerd heeft. Dit herinnert hij zich van toen hij zich tijdens het slaapwandelen wou verdrinken in het meer. Uit razernij schiet John Kevin neer. Na een nieuwe aardbeving ontwaakt Mary, waarop Nora met haar en Lily naar het kamp buiten Jarden gaat om Matt op te zoeken. Ondertussen beginnen Meg, Evie en de twee andere meisjes aan hun plan, waarop de bewoners van het kamp Jarden kunnen binnendringen en chaos veroorzaken. Tom redt Nora en de baby van de massa. Kevin ontwaakt opnieuw in het hotel van de niet-levenden, waar hij een bekend gezicht tegenkomt. De man vertelt hem een lied te zingen in de karaokebar om zo terug te kunnen keren, wat Kevin na enige aarzeling ook doet. Op zoek naar hulp zoekt Kevin zijn weg door de chaotische stad en komt aan in de kliniek waar Erika werkt, waar hij John opnieuw ontmoet. Een verbouwereerde John verzorgt Kevin en ze gaan samen naar huis. Wanneer Kevin door de voordeur binnenstrompelt staan Jill, Laurie, Matt, Mary, Tom, Lily en Nora hem op te wachten bij zijn thuiskomst. |    |                           |                |                                      |                  |

### Seizoen 3 (2017)
| Nr. | # | Titel                                                               | Regisseur       | Schrijver(s)                                 | Datum uitzending |
| --- | - | ------------------------------------------------------------------- | --------------- | -------------------------------------------- | ---------------- |
| 21 | 1 | The Book of Kevin                                                   | Mimi Leder      | Damon Lindelof & Patrick Sommerville         | 16 april 2017    |
| In 1844 leert een belijdend profeet zijn congregatie over een nakende hemelse gebeurtenis. Na een reeks van mislukte voorspellingen blijft een vrome vrouw een van de laatste gelovigen, ondanks dat haar gezin haar laat vallen. In het heden vuurt een drone een raket af op het bezoekerscentrum van Jarden waar de SO zich hebben gevestigd, die worden gedood. Drie jaar later is Tom een van de politieagenten in het team van Kevin en Nora fungeert als contactpersoon in de eenheid die gerelateerde onderwerpen van het Vertrek onderzoekt. Laurie en John zijn nu getrouwd en runnen een frauduleus zaakje met John als zogezegd medium. Kevin krijgt bezoek van Dean, die hem vertelt over een mogelijke samenzwering van honden die menselijke lichamen overnemen. Kevin verklaart hem gek en stuurt hem weg. De volgende ochtend wikkelt Kevin zijn hoofd in een plastic zak en begint te stikken. Hij krijgt telefoon van Tom die zegt dat een boze menigte het bronwater van Jarden heeft vergiftigd waar Matt, die nu de priester is van de stad, mensen wou dopen. Kevin springt in het water en bewijst dat het een grap was van de menigte, waarop Michael hem "doopt". Dean neemt Kevin en Tom hun patrouillewagen onder vuur. Tom weet Kevin te redden door Dean in het hoofd te schieten. Kevin verneemt van Mary, die Matt wil verlaten, dat Matt samen met Michael een evangelie over hem aan het schrijven is. Hij krijgt het evangelie van Matt en is van plan het te verbranden. Op het Australische platteland verzamelt een vrouw witte duiven en brengt deze naar een non. De non vraagt aan de vrouw, die ze Sarah noemt, of de naam Kevin haar iets zegt. De vrouw, een merkbaar verouderde Nora, ontkent. |   |                                                                     |                 |                                              |                  |
| 22 | 2 | Don't Be Ridiculous                                                 | Keith Gordon    | Damon Lindelof & Tom Perrotta                | 23 april 2017    |
| Wanneer de man die op de toren leeft bezwijkt aan een hartaanval, beweert zijn weduwe dat hij werd opgenomen in de hemel zoals de Vertrokkenen, maar Nora brengt een bezoekje aan Matt om het tegendeel te bewijzen. Later wordt ze gecontacteerd door acteur Mark Linn-Baker, die beweert dat hij mensen vertegenwoordigt die haar met haar kinderen kunnen herenigen als ze hem ontmoet in Saint Louis. Nora is ervan overtuigd dat Mark zelfmoordneigingen heeft nadat hij verklaart dat de groep die hij vertegenwoordigt een toestel heeft gebouwd dat mensen kan "versturen" naar de plek waar hun naasten zijn vertrokken. De volgende dag rijdt Nora naar Kentucky om Lily te zien, die nu bij haar moeder Christine woont. Wanneer ze is teruggekeerd in Texas, vertrouwt ze Erika toe dat ze haar eigen arm brak zodat ze de namen van haar kinderen die ze had laten tatoeëren, kon verstoppen onder de gips. Nora en Tom hebben een geladen gesprek over Lily voor Nora terug naar huis gaat en ziet hoe Kevin zichzelf verstikt. Hij zegt dat hij het niet doet om zelfmoord te plegen, maar voor het gevoel. Nora krijgt telefoon van de groep die Mark vertegenwoordigt, die vragen of ze hen wil ontmoeten in Melbourne, en dat ze 20.000 dollar moet meebrengen. Ze gaat akkoord en Kevin vraagt of hij mee mag. In Australië ontvoert een groep oudere vrouwen een politiechef met de naam Kevin en laten hem verdrinken, in de hoop dat hij weer terugkeert naar het leven. Wanneer duidelijk wordt dat de man overleden is, komt Kevin Garvey sr. dichterbij en vraagt de vrouwen wat ze aan het doen zijn. |   |                                                                     |                 |                                              |                  |
| 23 | 3 | Crazy Whitefella Thinking                                           | Mimi Leder      | Damon Lindelof & Tom Spezialy                | 30 april 2017    |
| Kevin sr. verzamelt chants van de inheemse Aboriginals, waarvoor hij wordt gearresteerd. Nadat hij terug wordt vrijgelaten, gaat hij op zoek naar de stamleider Christopher Sunday, de enige man die de laatste chant kent die Kevin sr. nodig heeft om de komende apocalyps te voorkomen. Op illegale wijze weet hij de verblijfplaats van Sunday te achterhalen. Hij legt zijn verleden uit aan Sunday. Sunday wil hem helpen op voorwaarde dat Kevin sr. zijn lekkende airconditioning weet te repareren. Op het dak glijdt Kevin sr. uit en komt bovenop Sunday terecht. Nadat hij uit de ambulance wordt gegooid door de verplegers, dwaalt Kevin sr. rond in de outback. Hij komt een man tegen die zelfmoord pleegt en even later wordt Kevin sr. gebeten door een slang. Hij wordt gered door een vrouw, en herstelt in haar huis. Wanneer hij wakker wordt ziet hij buiten een groep mensen die een boot maken voor een nakende zondvloed. De vrouw stelt zichzelf voor als Grace, die haar hele gezin heeft verloren. Ze bekent zojuist een agent te hebben vermoord, gebaseerd op de plotse verschijning van Kevin sr. en de nota van Matts boek die hij bij zich had. Grace trekt alles in twijfel, maar Kevin sr. verzekert haar geloof. |   |                                                                     |                 |                                              |                  |
| 24 | 4 | G'Day Melbourne                                                     | Daniel Sackheim | Damon Lindelof                               | 7 mei 2017       |
| Kevin en Nora hebben seks in de toiletten van de luchthaven nadat Nora succesvol de 20.000 dollar heeft kunnen meesmokkelen door ze aan haar lichaam te kleven. Bij aankomst in Melbourne krijgt Nora verdere instructies, terwijl Kevin wordt begeesterd door de plaatselijke ochtendshow op televisie, G'Day Melbourne. Hij ziet Evie net buiten de opnamestudio staan. Hij vliegt de straat op en confronteert haar. Hij kan een foto nemen met zijn gsm, waarop hij Laurie belt. Die waarschuwt hem om te stoppen met Evie te volgen. Kevin negeert dit en volgt het meisje naar de lokale bibliotheek. Daar geeft ze toe dat ze inderdaad Evie is, waarop Kevin opnieuw met Laurie belt. Ze kan hem doen inzien dat het meisje in werkelijkheid niet Evie is en dat hij behandeling nodig heeft. Ondertussen mist Nora bijna haar bus nadat een vreemde vrouw haar vraagt even op haar baby te letten. Bij aankomst ondergaat ze een lichamelijk onderzoek om de duurzaamheid van haar hart te testen. Nadat ze een beslissende vraag heeft beantwoord, verlaten de twee wetenschappers haar. Terwijl ze de gebeurtenissen van de dag overlopen, komt het tot een ruzie tussen Kevin en Nora. Hij verbrandt het boek van Matt, beledigt Nora en verlaat het hotel. Buiten ontmoet hij zijn vader en Grace, die Kevin op televisie zagen en hem zijn komen opzoeken. Nora blijft alleen achter in het hotel. |   |                                                                     |                 |                                              |                  |
| 25 | 5 | It's a Matt, Matt, Matt, Matt World                                 | Nicole Kassell  | Lila Byock & Damon Lindelof                  | 14 mei 2017      |
| Overtuigd dat Kevin voor 14 oktober moet terugkeren naar Jarden, chartert Matt een transportvliegtuig naar Melbourne. Laurie, John en Michael gaan met hem mee. Nadat een nucleair wapen is ontstoken in het midden van de Grote Oceaan, wordt alle vliegverkeer opgeschort, waardoor de groep de ferry naar Melbourne moet nemen vanuit Tasmanië. Het vaartuig brengt een groep mensen over die de lijn van Frasier, een historische leeuw vieren door middel van een orgie. Matt ontdekt dat er een man aan boord is die verkondigt dat hij God is. Matt ziet hoe de man, David Burton, een andere passagier overboord gooit. Nadat hij heeft geprobeerd de anderen te overtuigen van wat hij heeft gezien, wordt Matt boos over de onrechtvaardigheid en slaat Burton neer en ontvoert hem. Hij ondervraagt hem en vraagt hem waarom Burton hem aan het doden is met een ziekte. Burton belooft hem te genezen als Matt hem vrijlaat, wat Matt ook doet. Burton knipt met zijn vingers en zegt dat het in orde is. De volgende morgen komt het schip aan in Melbourne. De kapitein informeert Matt dat het lichaam van de man is gevonden door een vissersboot, en dat de politie Burton opwacht in de haven. Burton probeert te ontsnappen, maar wordt verslonden door een van de nazaten van Frasier die aan boord was en werd vrijgelaten. |   |                                                                     |                 |                                              |                  |
| 26 | 6 | Certified                                                           | Carl Franklin   | Patrick Sommerville & Carly Wray             | 21 mei 2017      |
| Een flashback onthult de omstandigheden van de dag dat Laurie toetrad tot de Schuldige Overblijvers. In het heden helpen Matt (wiens kanker is teruggekeerd) en Laurie Nora bij het bespioneren van de twee wetenschappers die Nora interviewden. De volgende dag weet Laurie Nora te overtuigen om haar werk te doen en de activiteiten van de groep te melden. Laurie reist dan alleen naar de ranch van Grace met de half verbrande kopie van Matts boek, nadat ze werd opgebeld door Michael. Kevin Sr. legt haar uit dat ze aan Kevin hebben gevraagd om te sterven en terug te keren naar het hiernamaals om de teksten van Christopher Sunday te achterhalen en zo de apocalyps te vermijden. Laurie belooft zich niet te bemoeien met hun plannen. Later verdooft ze iedereen met het avondeten, en wacht Kevin op die terugkeert na te zijn gaan nadenken. Ze praten nog even met elkaar voor ze afscheid nemen. De ochtend van de herdenking gaat Laurie scubaduiken wanneer ze een telefoontje krijgt van Jill en Tom net voor ze het water ingaat. Op basis van een gesprek met Nora over de gevaren van duiken, wordt geïmpliceerd dat Laurie van plan is om zelfmoord te plegen. |   |                                                                     |                 |                                              |                  |
| 27 | 7 | The Most Powerful Man in the World (and His Identical Twin Brother) | Craig Zobel     | Nick Cuse & Damon Lindelof                   | 28 mei 2017      |
| De zondvloed begint in Australië. Kevin keert terug naar de wereld van de ondoden waar hij op zoek gaat naar Evie, Christopher Sunday en de kinderen van Grace. Ondanks dat hij hen allen kan vinden, kan geen enkel van hen de boodschap die hij overdraagt begrijpen. In de alternatieve realiteit hervat Kevin zijn rol als internationale huurmoordenaar, bijgestaan door Dean. Kevin realiseert zich al snel dat hij een dubbelganger heeft die de president van de Verenigde Staten is. Vervolgens wisselt hij regelmatig van bewustzijn tussen de twee. Als president wordt Kevin gemanipuleerd door zijn Minister van Defensie Patti Levin, om een nucleaire aanval te starten die de wereld zou verwoesten, ondanks de weerstand van zijn vice-president Meg Abbott. Wanneer beide Kevins elkaar ontmoeten, ontdekken ze dat de sleutel tot de nucleaire lancering aan het hart van de huurmoordenaar is bevestigd, die de president er moet uitsnijden. Voordat ze hun opdracht uitvoeren realiseren de Kevins hun spijt over hun behandeling tegenover Nora en besluiten ze nooit meer terug te keren naar de wereld van de ondoden door deze te vernietigen met de nucleaire lancering. Patti en president Kevin kijken naar de nucleaire apocalyps wanneer Kevin terugkeert naar de wereld van de levenden, waar het regenen is opgehouden. |   |                                                                     |                 |                                              |                  |
| 28 | 8 | The Book of Nora                                                    | Mimi Leder      | Tom Perrotta & Tom Spezialy & Damon Lindelof | 4 juni 2017      |
| Na afscheid te hebben genomen van haar broer Matt, stapt Nora in het apparaat dat haar zou herenigen met degenen die verloren zijn in Het Vertrek. Vele jaren later staat een verouderde Kevin aan Nora's deur in Australië. Nora is verward door zijn aanwezigheid, omdat hij schijnbaar geen enkele herinnering heeft van de gebeurtenissen nadat ze elkaar ontmoetten in Mapleton. Ondanks zijn pogingen om haar opnieuw voor zich te winnen, wijst Nora hem constant af totdat hij de waarheid vertelt: hij wist dat Nora verdwenen was nadat ze in het apparaat was gestapt maar weigerde te geloven dat ze er niet meer was. Hij reisde elk jaar naar Australië om haar te zoeken en vond haar uiteindelijk een paar dagen eerder. Nora vertelt dan wat er tijdens de procedure gebeurde: ze werd overgebracht naar een alternatieve realiteit waar 98% van de wereldbevolking verdween in plaats van slechts 2%. Na een lange reis terug naar Mapleton ontdekte ze dat haar man was hertrouwd en haar kinderen gelukkig waren. Nora zocht dan de uitvinder van de machine, die zich als eerste had laten transporteren. Ze liet hem een nieuwe machine maken die haar terugstuurde. De volgende twintig jaar leefde ze in Australië en enkel Laurie, die haar therapeute is, wist waar ze was. Kevin zegt dat hij haar gelooft, en zegt in tranen dat hij blij is dat ze elkaar hebben teruggevonden waarna hij haar hand vasthoudt. |   |                                                                     |                 |                                              |                  |